# Labuán
Labuán (en jawi: ولايه ڤرسکوتوان لابوان en malayo: Wilayah Persekutuan Labuan) es la isla principal del Territorio Federal de Labuán, Malasia, cuya capital es Victoria. Está localizada a 9.7 kilómetros de la costa noreste de la gran isla de Borneo, no lejos del litoral de Brunéi.

## Historia
Poblada desde la antigüedad por malayos, a partir del siglo XVI Labuán fue reclamada por España junto a Sabah como parte del sultanato de Joló que se incorporó a las Filipinas. 
En 1846 el sultán de Brunéi que, rivalizando con el de Joló, aducía derechos sobre estos territorios entregó la isla a Inglaterra con el argumento de que la Marina Real Británica establecería allí una base para luchas contra la piratería, esto facilitó que en 1848 Labuán fuera transformada en colonia de Inglaterra y base para la penetración en Sabah. La pérdida de la Isla se lamenta en el poema de Raja Pengiran Indera Mahkota, Syair Rakis.
Desde 1890 hasta 1906 Labuán fue administrada por la colonia británica de Borneo Septentrional e incorporada después a los Establecimientos de los Estrechos con capital en Singapur también entonces colonia del Reino Unido. En plena Segunda Guerra Mundial, entre 1942-1945 Labuán estuvo, como toda la región, ocupada por tropas japonesas.
En 1946 Labuán volvió a depender de la colonia británica de Borneo Septentrional unido con el nombre de Sabah luego a Malasia en 1963, desde ese año y hasta 1966 Labuán pasó a ser el cuartel general de la Commonwealth ante el litigio planteado por Indonesia en torno a los límites en Borneo.
En 1984 la estratégica isla de Labuán fue cedida por el estado de Sabah al gobierno federal de Malasia que le dio el estatus de territorio federal.
Existe en Labuán una importante base militar y un importante centro financiero-comercial.

## Demografía
| Gráfica de evolución de Labuán entre 1991 y 2020 |
|                                                  |